# Ауакуоцинго
Ауакуоци́нго (исп. Ahuacuotzingo) — город и административный центр одноимённого муниципалитета в мексиканском штате Герреро. Численность населения, по данным переписи 2010 года, составила 3 517 человек.
Название Ауакуоцинго с языка науатль можно перевести как: место жёлтых дубов или место низких дубов.